# Migi (Górowo Iławeckie)
Migi (deutsch Müggen) war ein Ort in der polnischen Woiwodschaft Ermland-Masuren. Seine Ortsstelle liegt im Gebiet der Landgemeinde Górowo Iławeckie (Landsberg) im Powiat Bartoszycki (Kreis Bartenstein), bis 1945 im Kreis Preußisch Eylau in Ostpreußen.

## Geographische Lage
Die Ortsstelle von Migi liegt im Nordwesten der Woiwodschaft Ermland-Masuren, zwölf Kilometer südlich der früheren und heute auf russischem Territorium gelegenen Kreisstadt Preußisch Eylau (russisch Bagrationowsk) bzw. 16 Kilometer westlich der jetzigen Kreismetropole Bartoszyce (deutsch Bartenstein).

## Geschichte
Das seinerzeitige Mögken wurde im Jahre 1490 erstmals offiziell erwähnt und hieß nach 1490 Miggen und nach 1831 Müggen. Vor 1883 wurde der Gutsort mit großem Park als Gutsbezirk Müggen aus Teilen des Gutsbezirks Worienen (polnisch Woryny) gebildet und in den seit 1874 bestehenden Amtsbezirk Worienen im ostpreußischen Kreis Preußisch Eylau, Regierungsbezirk Königsberg, eingegliedert. Im Jahre 1910 zählte Müggen 69 Einwohner.
Am 30. September 1928 verlor der Gutsbezirk Müggen seine Eigenständigkeit und wurde nach Eichhorn (polnisch Wiewiórki) eingemeindet.
Im Zusammenhang der Abtretung des gesamten südlichen Ostpreußen 1945 in Kriegsfolge an Polen bekam Müggen die polnische Namensform „Migi“. Zunächst nach 1945 noch besiedelt wurde der Ort dann aber aufgegeben, vielleicht ist er auch in dem Dorf Wiewiórki aufgegangen. Er gilt heute als untergegangen. Seine Ortsstelle liegt im Bereich der Gmina Górowo Iławeckie (Landgemeinde Landsberg) im Powiat Bartoszycki (Kreis Bartensten), von 1975 bis 1998 der Woiwodschaft Olsztyn, seither der Woiwodschaft Ermland-Masuren zugehörig.

## Religion
Müggen gehörte bis 1945 zum Kirchspiel der evangelischen Kirche Eichhorn (polnisch Wiewiórki) in der Kirchenprovinz Ostpreußen der Kirche der Altpreußischen Union, außerdem zur römisch-katholischen Pfarrei in Landsberg im damaligen Bistum Ermland.

## Verkehr
Die heute nicht mehr erkennbare Ortsstelle von Müggen resp. Migi liegt an einer Nebenstraße, die bei Wiewiórki (Eichhorn) von der Woiwodschaftsstraße 512 abzweigt und über Nowa Wieś Iławecka (Neuendorf) bis nach Warszkajty (Warschkeiten) an der polnisch-russischen Staatsgrenze (EU-Außengrenze) führt und vor 1945 bis zur Kreisstadt Preußisch Eylau verlief. Eine Anbindung an den Bahnverkehr besteht nicht.